# Rue du Rouet
La rue du Rouet est une voie qui traverse les 6e et 8e arrondissements de Marseille. 

## Situation et accès
Elle va du boulevard Baille jusqu'au boulevard Rabatau et est la voie principale du quartier éponyme, Le Rouet.

## Origine du nom
Elle porte le nom du quartier du Rouet.